# 100 걸스
《100 걸스》(영어: 100 Girls)는 미국에서 제작된 마이클 데이비스 감독의 2000년 로맨틱 코미디 영화이다. 조너선 터커, 에마뉘엘 슈리키, 제임스 디벨로, 캐서린 하이글 등이 출연하였고, 에후드 블라이버그 등이 제작에 참여하였다.

## 줄거리
여자 기숙사 파티에서 나온 직후 엘리베이터 안에 갇힌 매슈는 불이 나간 뒤 얼굴을 미처 보지 못했던 동승자 여성과 어둠 속에서 대화를 나누다가 관계를 갖게 된다.
다음 날 아침 홀로 엘리베이터 안에서 깨어난 매슈는 사라진 여성을 찾기 위해 여성 기숙사 정비공이 된다. 매슈는 여성이 남기고 간 팬티를 단서로 삼아 이와 세트인 브래지어를 찾아낼 생각이다.

## 출연
- 조너선 터커 - 매슈 역
- 에마뉘엘 슈리키 - 패티 역
- 제임스 디벨로 - 로드, 룸메이트 역
- 캐서린 하이글 - 알린 역
- 러리사 올레이닉 - 웬디, 고등학교 동창, 클로짓 레즈비언 역
- 제이미 프레슬리 - 신시아 역
- 머리사 리비시 - 도라 역
- 조니 그린 - 크릭, 패티의 남자친구 역
- 에이미 그레이엄 - 스턴 씨 역
- 크리스티나 아나파우 - 사샤 역
- 에릭 스맨다 - 샘 역
- 앤지 빌먼 - 데이나 역
- 레인보 마스 - 모린 역
- 모니카 휴어트 - 제이나이트(제인 오스틴 팬) 1 역
- 라일리 매클래런 - 제이나이트 2 역

## 기타 제작진
- 라인 제작: 미셸 립킨
- 배역: 스테이시 와이즈
- 미술: 척 코너
- 의상: 수전 L. 버트럼